# Alkoun malý
Alkoun malý (Alle alle) je malý druh alkovitého ptáka, který je jediným zástupcem rodu Alle. Dosahuje výšky mezi 19 a 21 cm a rozpětí křídel v rozmezí 34 až 38 cm. Dospělec ve svatebním šatu má bílou spodinu a černou horní část těla včetně hlavy a spodní strany křídel. Statný zobák je tmavý, stejně jako duhovky a nohy. Alkoun malý hnízdí v arktických oblastech atlantského sektoru (severní Grónsko, Špicberky, Země Františka Josefa aj.) a na zimu zalétá do severního Atlantiku. Jedná se o čistě mořského ptáka, avšak občas může zbloudit i daleko do vnitrozemí, včetně střední Evropy. Na území Česka byl pozorován pouze jednou, a sice v roce 1976 v severních Čechách.
Hnízdí na strmých svazích v koloniích, jejichž velikost může dosahovat několika set tisíc ptáků. Jedná se o sociálně monogamní druh, samice klade pouze jedno vejce ročně do skalní škvíry vystlané oblázky. Sezení na vejcích i většinu další rodičovské péče partneři sdílí rovným dílem. Dominantní část jídelníčku představuje plankton, hlavně klanonožci a různonožci, občas může sezobnout i měkkýše nebo rybku. K hlavním predátorům patří liška polární, racek šedý i různé druhy dravých ptáků. Celkový počet alkounů malých se odhaduje v desítkách milionů. V takto vysokých stavech mají alkouni malí důležitý vliv na arktické ekosystémy. Globální populace není v ohrožení, nicméně její velikost je patrně na ústupu vlivem znečištění oceánů ropou i pokračujícím lovem v Grónsku, kde se z alkouna malého připravuje mj. tradiční pokrm kiviak.

## Systematika

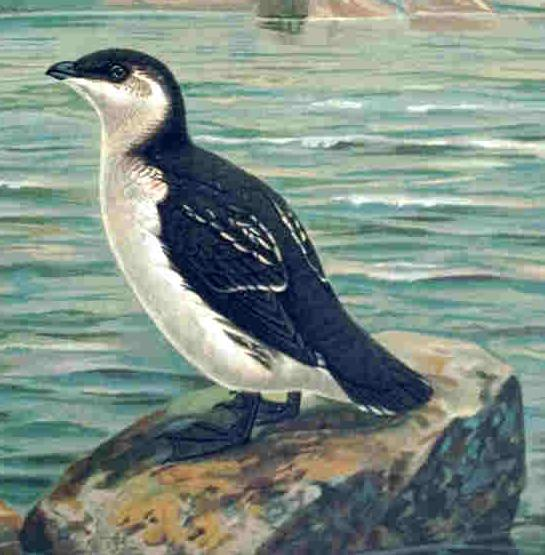
Ilustrace alkouna malého (1905)

Za popisnou autoritu druhu se považuje švédský přírodovědec Carl Linné, který alkouna malého zařadil do 10. vydání Systema naturae z roku 1758 pod názvem Alca alle. Linné jako typovou lokalitu druhu označil oceán Arktidy, Evropy a Ameriky, což bylo později upraveno na Skotsko. Vědecké jméno druhu pochází ze slova allē, což je laponské pojmenování hoholky lední (Clangula hyemalis). Toto slovo má zvukomalebný původ a Linné si jej vybral snad proto, že se mylně domníval, že označuje alkouna malého. Druh byl v minulosti řazen do rodu Plautus, tento rod byl však v roce 1973 potlačen komisí Mezinárodních pravidel pro zoologickou nomenklaturu.
Moderní taxonomie považuje alkouna malého za jediný druh rodu Alle, který vytyčil německý přírodovědec Johann Heinrich Friedrich Link v roce 1806. K roku 2024 se rozeznávaly dva poddruhy:
- A. a. alle (Linnaeus, 1758) – hnízdí v Grónsku, na ruském souostroví Nová země a na norských Špicberkách.
- A. a. polaris Stenhouse, 1930 – hnízdí v Zemi Františka Josefa.

Toto rozdělení nicméně není zcela jednoznačné. Studie z roku 2015 našla mezi subsp. alle a polaris významné morfologické rozdíly (poddruh polaris je mnohem větší a těžší), nicméně porovnání mitochondriální DNA a mikrosatelitů obou poddruhů mezi nimi nenašlo žádné rozdíly. Je možné, že absence genetické rozdílnosti obou poddruhů je způsobena recentními genovými toky, avšak je také možné, že velikostní rozdíl je klínální spíše než genetický. Nejasné je taxonomické zařazení alkounů malých z Beringova moře, Severní země a Novosibiřských ostrovů. Na základě morfologických, behaviorálních a genetických znalostí se za nejbližší příbuzné alkouna malého považují alka malá (Alca torda), rod Uria a patrně i alka velká (Pinguinus impennis). K fosilním nálezům patří raně pliocenní nález několika kosterních pozůstatků z Le Creek v Severní Karolíně, které patrně náleží alkounovi malému.

## Popis

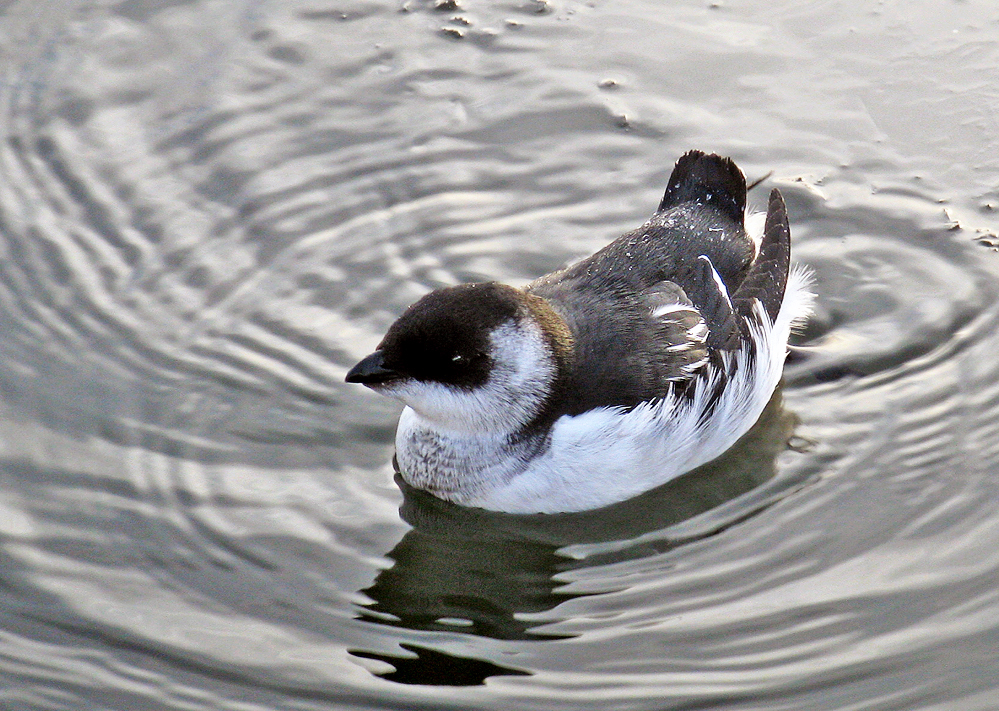
Alkoun malý v zimním šatu (Ystad, Švédsko)

Jak už druhový název napovídá, jedná se o velmi malého zástupce alkovitých, dosahujícího výšky kolem 19–21 cm a rozpětí křídel v rozmezí 34–38 cm. Křídlo je dlouhé kolem 123 mm, ocas 41 mm. Tělo je statné, váha se pohybuje kolem 160–175 g. Samci jsou v průměru o 4–17 % těžší než samice. Poddruh polaris je asi o 10 % větší a těžší než alle. Studie z roku 2015 nicméně seznala, že u alkouna malého je přítomna klinální variabilita velikosti od západu k východu, která odpovídá Bergmannovu pravidlu (tj. velikost těl se zvětšuje v oblastech s nižšími teplotami). Nejmenší alkouni malí hnízdí Grónsku, středně velcí na Špicberkách a největší v Zemi Františka Josefa (tato skupina reprezentuje teoretizovaný poddruh polaris).

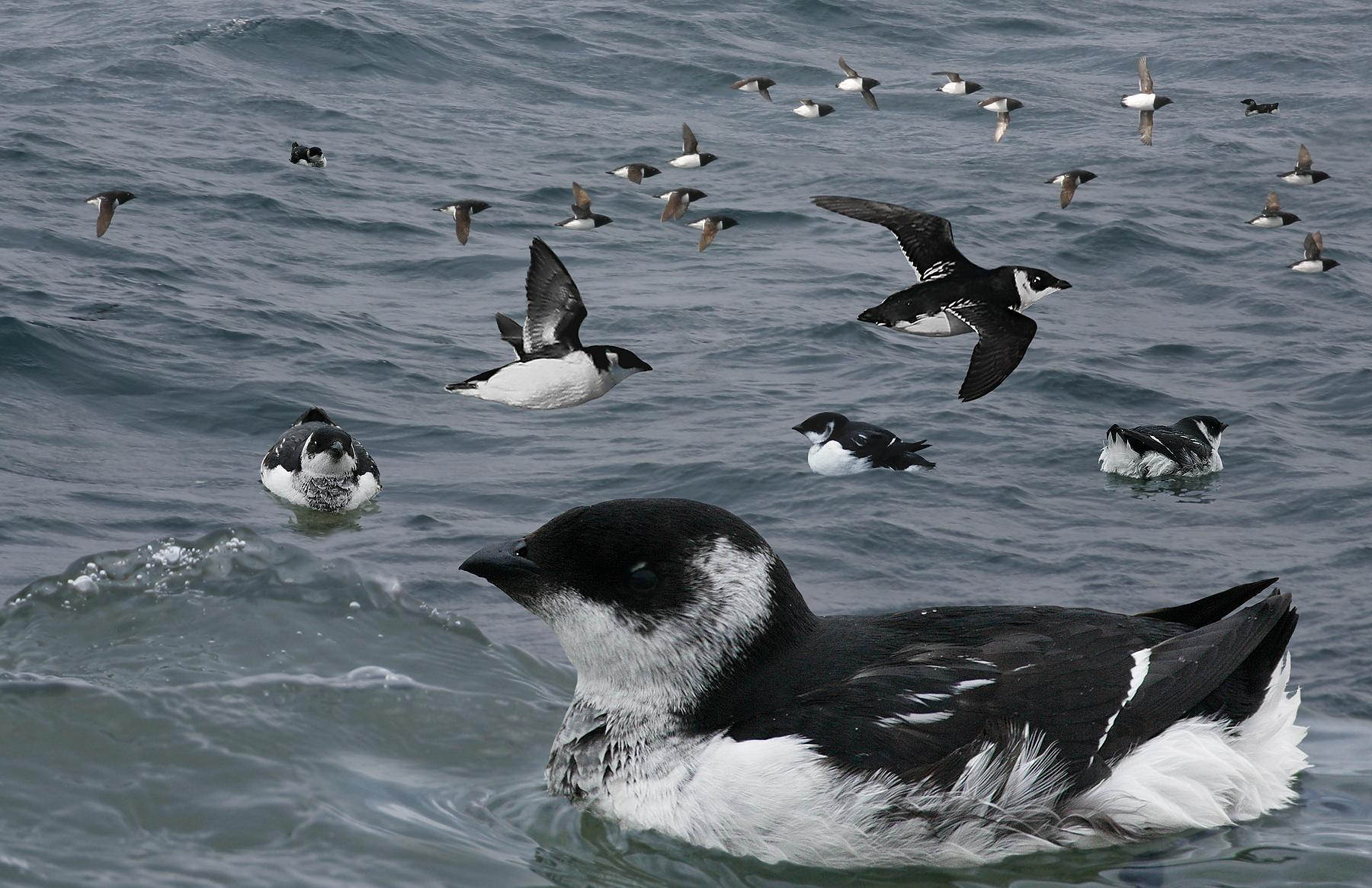
Identifikační koláž alkouna v různých pozicích

Tmavý zobák je silný a velmi krátký. Opeření dospělců hraje bílo-černými barvami jak v letním, tak v zimním šatu a sezónní proměnlivost opeření se projevuje pouze ve zbarvení hlavy a krku. Samec a samice vypadají stejně. V letním šatu má alkoun malý černou hlavu. Horní část hrudi a tváře jsou spíše černohnědé, nad okem se nachází nenápadný bílý mírně prohnutý proužek. Břicho a podocasní krovky jsou bílé. Hřbet je černý stejně jako krátký ocas. Křídla jsou většinou černá, zespodu spíše tmavě šedá. Ramenní perutě mají bílé proužky a zadní okraj loketních letek je bílý. Zimní šat je podobný letnímu s tím rozdílem, že bílá spodina zasahuje z horní hrudi výše až na hrdlo, bradu a zadní část hlavy. Nohy dospělců jsou bledě šedé až černé, blány tmavě šedé až černé. Duhovky jsou u všech ptáků tmavě hnědé až černé. Juvenilní jedinci mají podobné vzory jako dospělci v letním šatu, avšak jejich opeření není tak výrazně lesklé a černé, především na hrdle a horní části hrudi je do hněda. Místo proužku nad okem je přítomná pouze bílá tečka. Možná záměna hrozí hlavně za jiné alkovité, od kterých se odlišuje hlavně menším, avšak statným tělem.

## Výskyt

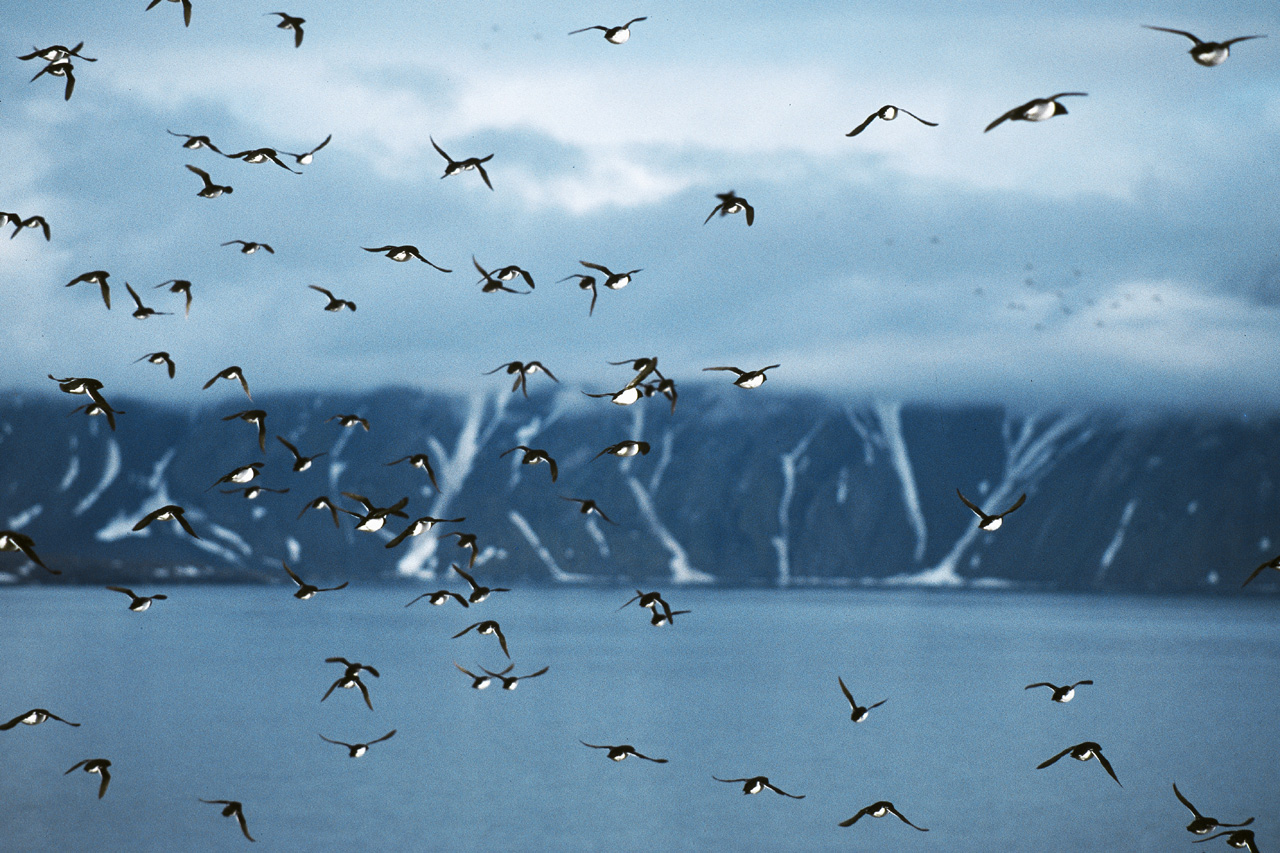
Hejno alkounů malých na Špicberkách

Alkoun malý hnízdí na ostrovech a podél kontinentálního pobřeží severního Atlantiku a atlantského sektoru Severního ledového oceánu mezi 60–82° s. š. Hnízdní areál zasahuje na západě k Baffinovu ostrovu a severozápadnímu Grónsku a pokračuje na východ přes Špicberky a ostrov Jan Mayen k ruské Severní zemi a Zemi Františka Josefa. Jižní hranici hnízdišť tvoří jihozápadní Grónsko a Nové Země. Ve starších zdrojích se uvádí jako lokalita hnízdění i severní Island, tam však hnízdní populace koncem 20. století vyhynula. Malý počet osamocených jedinců hnízdí na aljašských ostrovech v Beringově moři (ostrov svatého Vavřince, St. Matthew Island, Pribilovovy ostrovy a další).
Na zimu alkoun malý táhne na jih především do oblastí severního Atlantiku od Newfoundlandu po severní Norsko, a do jižnějších oblastí, jako je Mainský záliv, Britské ostrovy a Severní moře. Pravidelně zalétává ještě jižněji, v Severní Americe až na Long Island a v Evropě podél západního pobřeží kontinentu až do Biskajského zálivu. Výjimečně se stává, že se alkoun, někdy rovnou v menším hejnu, zatoulá do vnitrozemí evropského kontinentu. Tyto zálety bývají spojovány s nepříznivým počasím, typicky bouřkami doprovázenými silným větrem. Jsou známi zatoulaní jedinci ze Středozemního moře, Maroka, Kanárských ostrovů nebo z vnitrozemí Spojených států amerických a Kanady. Ve střední Evropě byl alkoun malý zaznamenán mj. v Rakousku a Polsku, z území Česka je evidován jediný záznam, a sice z roku 1976 ze severních Čech nedaleko Ústí nad Labem.

### Populace

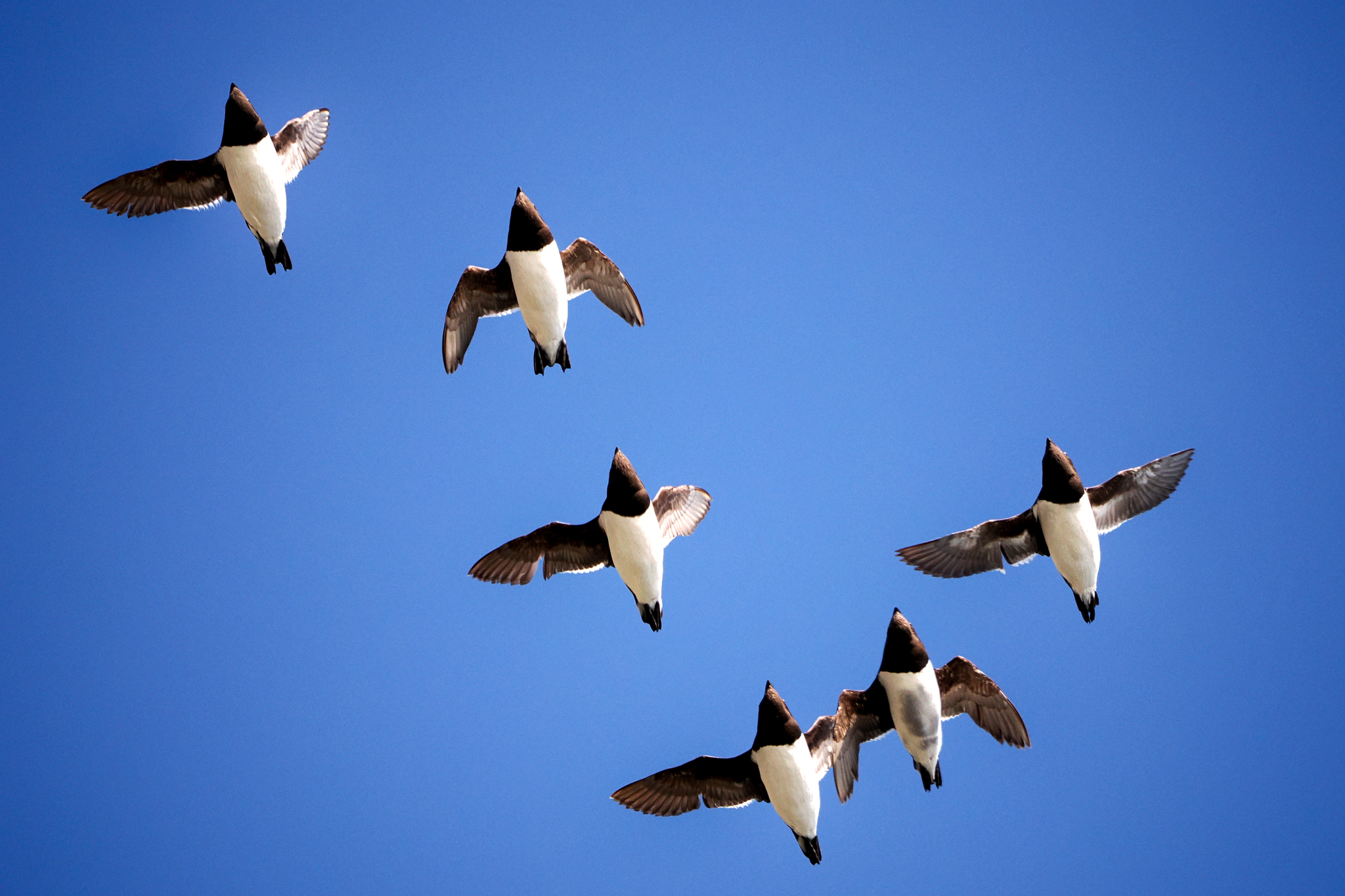
Letící hejno v Grónsku; na fotografii je patrný bílý zadní lem loketních letek

Celkovou početnost alkouna malého je složité odhadnout, protože alkoun hnízdí v těžko přístupném terénu skalnatých útesů a horské suti. Odhady celkového počtu alkounů malých se pohybují v milionech. V roce 1996 byl celkový stav odhadován na 16–36 milionů jedinců, v roce 2015 však BirdLife International přišel s odhadem 9–82 milionů dospělců pouze v Evropě. Podle studie z roku 2015 je na světě 37–40 milionů hnízdních párů. Převážná většina se nachází v Grónsku (63–96 %), druhá největší populace hnízdí na Špicberkách, početné jsou i další populace z Barentsova moře.
Takto vysoká početnost dělá z alkouna malého vůbec nejpočetnější ptačí druh severního Atlantiku. Předpokládá se, že současné vysoké stavy alkounů malých mohou být důsledkem vyhubení velryby grónské (Balaena mysticetus) v okolí Špicberků v 17. století. Velryby totiž konzumují obrovské množství planktonu a po náhlém kolapsu jejich početné populace došlo v tamějších oceánech k uvolnění obrovské masy planktonu a alkouni malí byli jedni z prvních tvorů, kteří z tohoto planktonu těžili.

## Ekologie a chování

### Chování
Létá třepotavě s rychlým máváním křídel, která při třepotu vydávají bzučivé zvuky. Při vyrušení dochází k rozletu téměř okamžitě. Let působí lehce, avšak alkoun malý mění směr letu častěji než ostatní druhy alkovitých. Rychlost letu se pohybuje kolem 30–40 km/h, dočasně však může vyvinout i rychlost kolem 80 km/h. Chodí s tělem vzpřímeným takřka ve vertikální pozici a umí obratně poskakovat mezi balvany. Jedná se o výborného potápěče, typicky se ponořuje do hloubek kolem 19–35 m. Před potopením ohne křídla k tělu, aby minimalizoval vodní odpor.
V koloniích se jedná o vysoce vokálního ptáka, do jehož repertoáru patří různá hlasitá volání, nízké a krátké trylkování i zvuk připomínající kdákání. Studie z roku 2023 identifikovala 8 různých typů volání, které se vyznačují vysokou frekvencí a čistou harmonickou strukturou typickou pro ptáky žijící v otevřené krajině. Většina volání byla spojována se sociální komunikací.

### Hnízdění

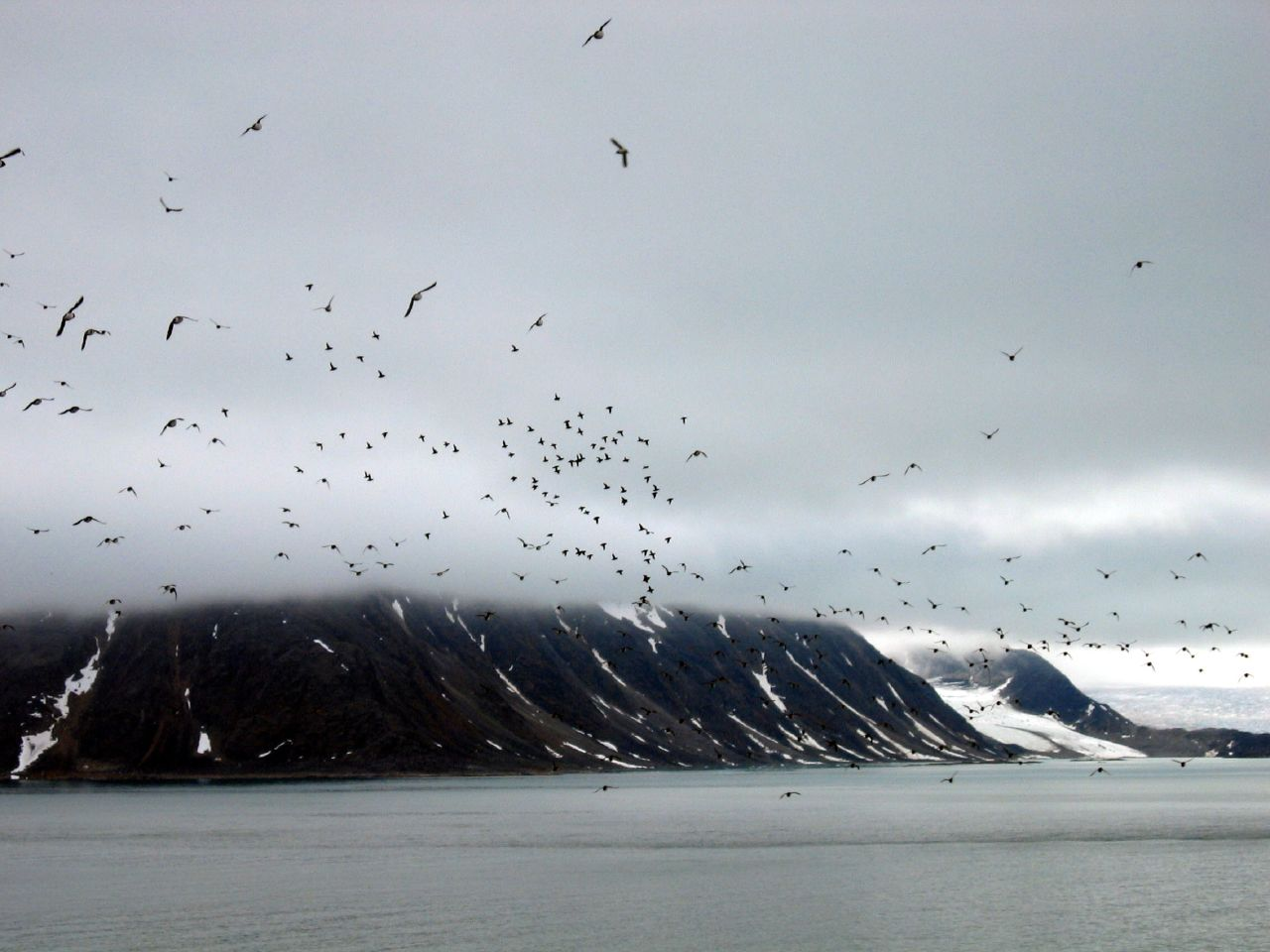
Hejno alkounů malých na Špicberkách

Doba hnízdění závisí na lokaci. V Zemi Františka Josefa se alkouni malí začínají vracet na svá hnízdiště mezi koncem února a koncem března, na Špicberkách v první polovině dubna a do severního Grónska počátkem května. Doba se může meziročně lišit v závislosti na ledové pokrývce a množství sněhu, i když alkoun malý může začít hnízdit i ve zdánlivě krutých a nepříznivých podmínkách. Před zahnízděním se obrovská tisícihlavá hejna alkounů malých nejprve shromažďují nad oceánem, kde v masivních hejnech z výšky do několika set metrů slétávají k vodní hladině za hlasitého volání. V pozdější fázi se hejna přesouvají nad zem, kde se rozpadnou do menších skupin, které opět vykonávají podobné okružní hromadné lety, tentokrát v menších kruzích o průměru kolem 400–500 m, během nichž se postupně snáší k zemi. Teprve na zemi dochází k předvádění vizuálních signálů vedoucích ke spárování.

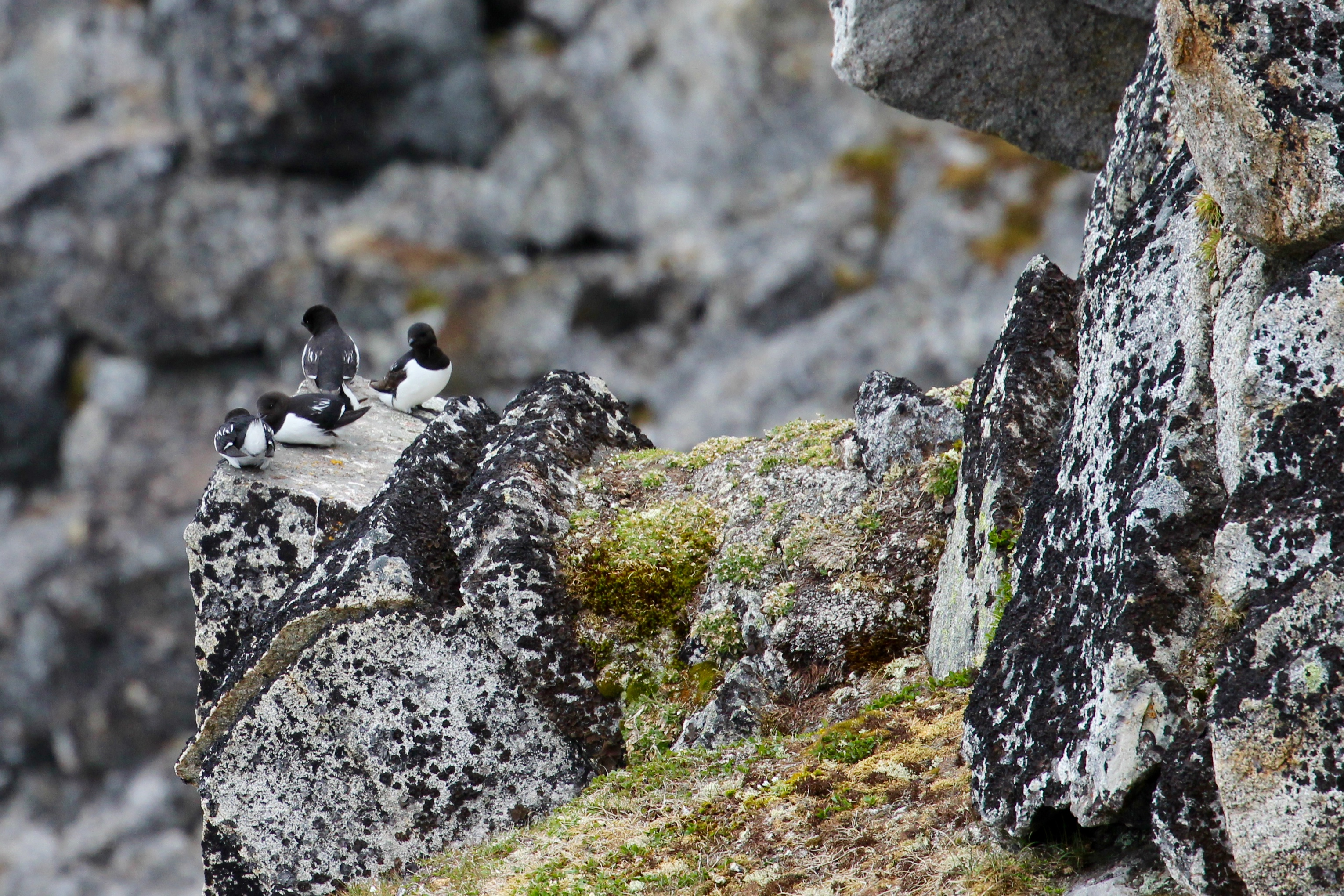
Skupinka alkounů malých na Špicberkách v typickém hnízdním habitatu

Alkouni malí hnízdí v koloniích. Kolonie si nezakládají na náhodných lokacích; vyhledávají hlavně místa v nižších polohách s co největším množstvím slunečního světla na co nejstrmějších svazích. Kolonie bývají nejčastěji umístěny do několika kilometrů od moře do 400 m n. m., i když na Špicberkách byla zaznamenána kolonie v nadmořské výšce 1500 m n. m. Většina kolonií zahrnuje pouze alkouny malé, avšak v místech s nedostatečnými hnízdními příležitostmi se kolonie mohou mísit s koloniemi jiných druhů ptáků, jako jsou alkoun obecný (Cepphus grylle), alka malá (Alca torda) nebo papuchalk severní (Fratercula arctica). Velikost kolonií může dosahovat statisícových počtů a ty největší kolonie mohou zahrnovat snad i několik milionů jedinců. Hustota hnízd se pohybuje kolem 1 páru na 1,5–2 m². Alkouni malí jsou sociálně monogamní, nicméně na jihu Špicberk bylo zaznamenáno, že až 60 % sledovaných alkounů malých se účastnilo pokusů o extra-párovou kopulaci. Pouze minimálnímu procentu samců se však nakonec podařilo spářit s jinou samicí, než se kterou hnízdili, a pouze kolem 3 % mláďat bylo výsledkem extra-párového páření.

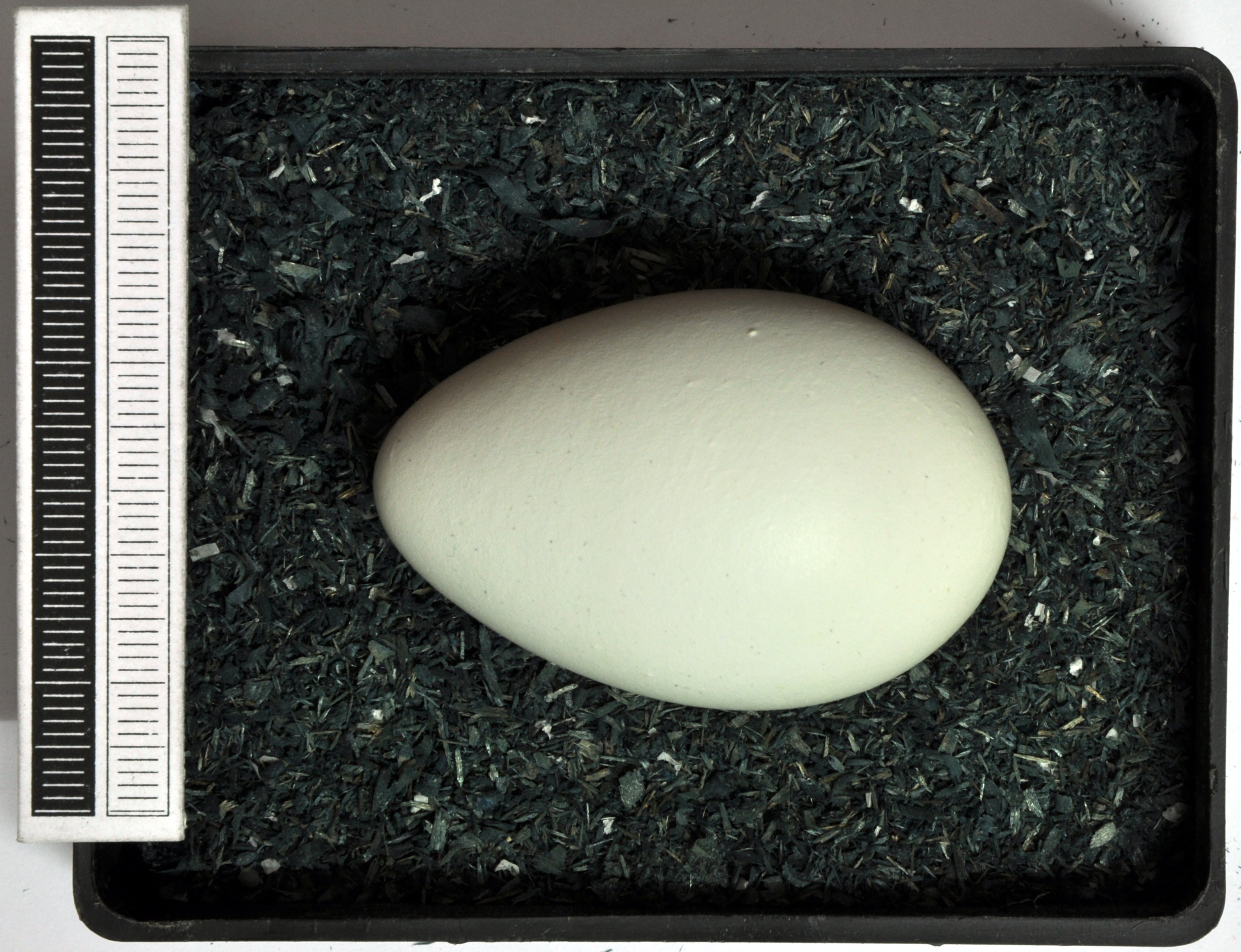
Bezskvrnné vejce alkouna malého

Hnízda jsou umisťována v sušších škvírách skalní stěny nebo mezi balvany v horském svahu, typicky kolem 0,5–1 m uvnitř skalního úkrytu. Samice klade vždy pouze jedno vejce na hromádku oblázků, občas s příměsí lišejníků a trav, které zabraňují vejci v odkutálení. Stejně jako ostatní alkovití, i alkoun malý vykazuje silnou hnízdní fidelitu a pár alkounů může každoročně okupovat to samé hnízdiště. Vejce oválného tvaru mívá rozměr kolem 48×33 mm a váží kolem 31 g, což představuje kolem 19 % váhy samice, což je největší poměr váhy vejce vzhledem k váze samice mezi všemi atlantskými alkovitými. Podkladová barva vajec je zelenavě modrá různé intenzity. Toto základní zbarvení překrývají skvrny různých tvarů a barev od tmavě zelené přes růžovou po světle hnědou. Skvrny jsou většinou koncentrovány při širším okraji vejce, někdy jsou pravidelně rozmístěny po celé ploše skořápky a občas mohou zcela chybět.
Samec i samice se o sezení na vejcích dělí rovným dílem. Ke střídání na hnízdě dochází zhruba 2× denně v inkubačních směnách trvajících kolem 12 hodin. U obou ptáků se vyvíjí hnízdní nažina. Inkubace není nepřetržitá a inkubující jedinec si může na 5–20 minut odskočit protáhnout končetiny nebo se proletět. Zatímco jeden s partnerů inkubuje, druhý shání potravu na moři. Mládě bývá krmeno asi 5× denně. Inkubační doba se pohybuje kolem 28–29 dní.

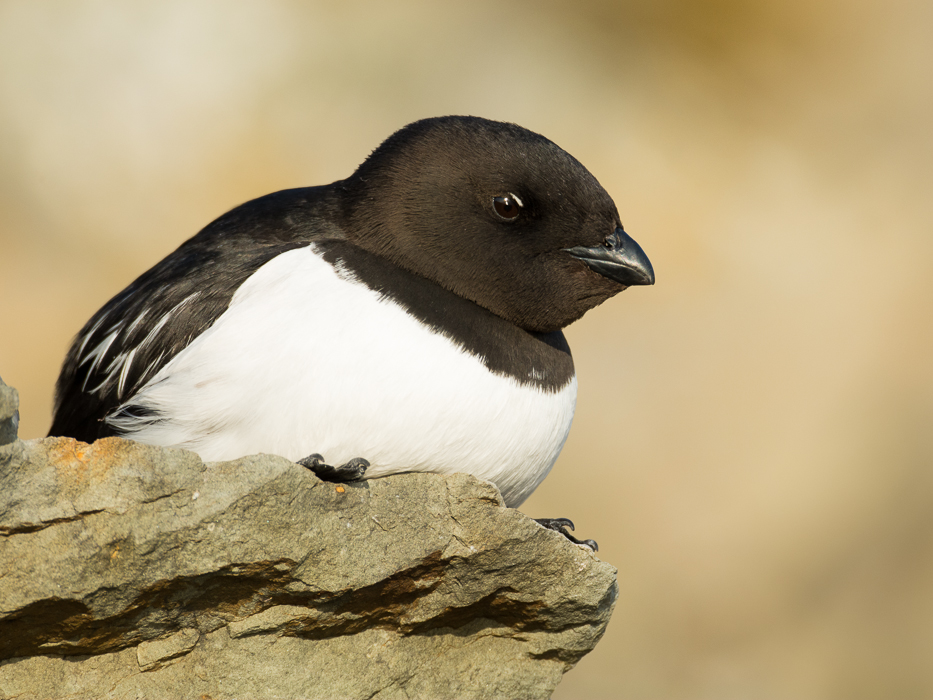
Alkoun malý ve svatebním šatu (Špicberky)

Semiprekociální mládě se rodí obaleno hustým šedočerným až černým prachovým peřím. Váží kolem 21 g. Prvních 3–5 dní po vyklubání nemá schopnost termoregulace, takže ho jeden z rodičů permanentně zahřívá pod křídlem. Po této době je již mládě občas ponecháno na hnízdě o samotě. Rodiče se stejným dílem starají o vykrmování mláděte na hnízdě. Ve věku 5–9 dní začínají mláděti vyrůstat letky, následuje růst krovek a dalšího opeření. Kolem věku 15 dní se začíná pohybovat kolem vchodu do hnízda a k opuštění hnízda dochází ve věku 27–28 dní. V této době již mládě má juvenilní opeření, které připomíná letní šat dospělce. Krátce po opuštění hnízda se juvenilní jedinec samostatně nebo v hejnu s dalšími mladými alkouny rozletí na moře. Samec (otec) v následujícím měsíci mládě na moři přikrmuje, načež dochází k úplnému osamostatnění.
Alkoun malý zahnizďuje jednou do roka, avšak v případě ztráty vejce během inkubace může dojít k náhradní snůšce. Náhradní vejce bývá o něco menší než vejce první, a váha mláděte v době vzletnosti bývá nižší, což pravděpodobně znamená i nižší šanci na přežití v následujícím roce. Hnízdní úspěšnost byla v západním Grónsku kolem 50 %. Hlavními příčinami ztrát na hnízdech bylo zavrhnutí hnízd a predace liškou polární.

### Predace

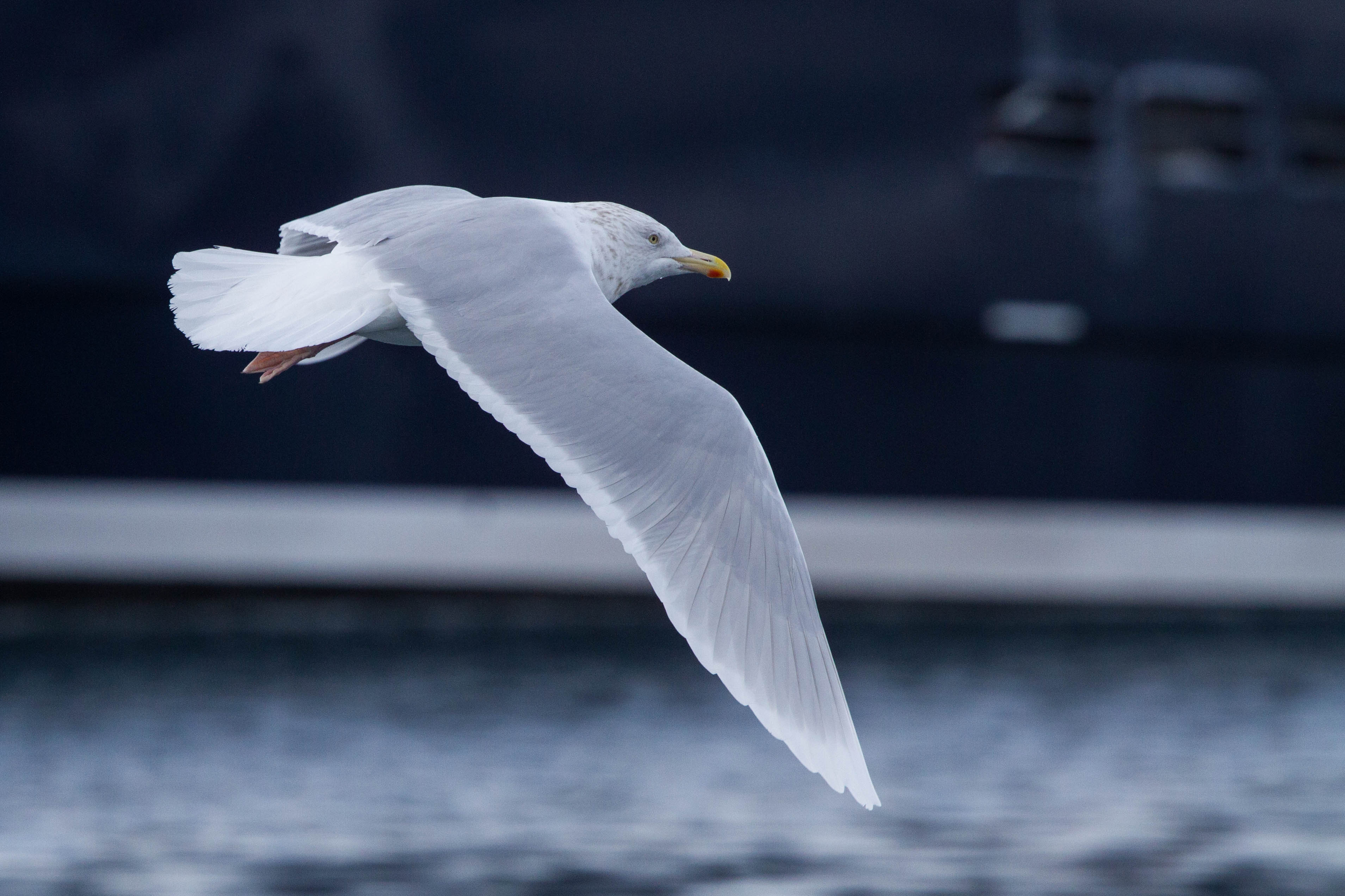
Racek šedý (Larus hyperboreus) patří k hlavním predátorům alkounů malých

K hlavním predátorům v koloniích patří liška polární a racek šedý (Larus hyperboreus), kteří jsou přítomní prakticky u každé větší kolonie na Špicberkách. V arktickém létě jsou alkouni malí dokonce jejich jedinou kořistí. Teprve po odletu alkounů z kolonií tito predátoři zaměří svou pozornost i na jiné ptačí druhy. Doba rozmnožování lišek polárních i racků šedých připadá na stejnou dobu jako hnízdění alkounů a po odletu alkounů na moře dochází u řady racků šedých k vyhladovění. Racci totiž neloví jen vejce alkounů, ale pouze živé ptáky (mláďata, juvenilní jedince i dospělce). K dalším predátorům hnízdišť patří raroh lovecký (Falco rusticolus), sovice sněžní (Bubo scandiacus), chaluha příživná (Stercorarius parasiticus) a krkavec velký (Corvus corax). Na zimovištích patří k hlavním predátorům racek mořský (Larus marinus), racek stříbřitý (L. argentatus), sokol stěhovavý (Falco peregrinus) i již zmíněná chaluha příživná, raroh lovecký a sovice sněžní.
K protipredátorským mechanismům alkounů malých patří hlavně výběr lokace kolonií a jednotlivých hnízdišť, která často bývají v terénu, který je těžko přístupný pozemním predátorům. Hnízdění v kolonii pomáhá s rychlým šířením poplašných signálů v případě blízkosti predátora. V případě hrozby ptačího predátora se alkouni malí za panického a hlasitého pokřiku pouštějí do hromadných letů, které patrně slouží ke zmatení predátorů útočících ve vzduchu.

### Potrava

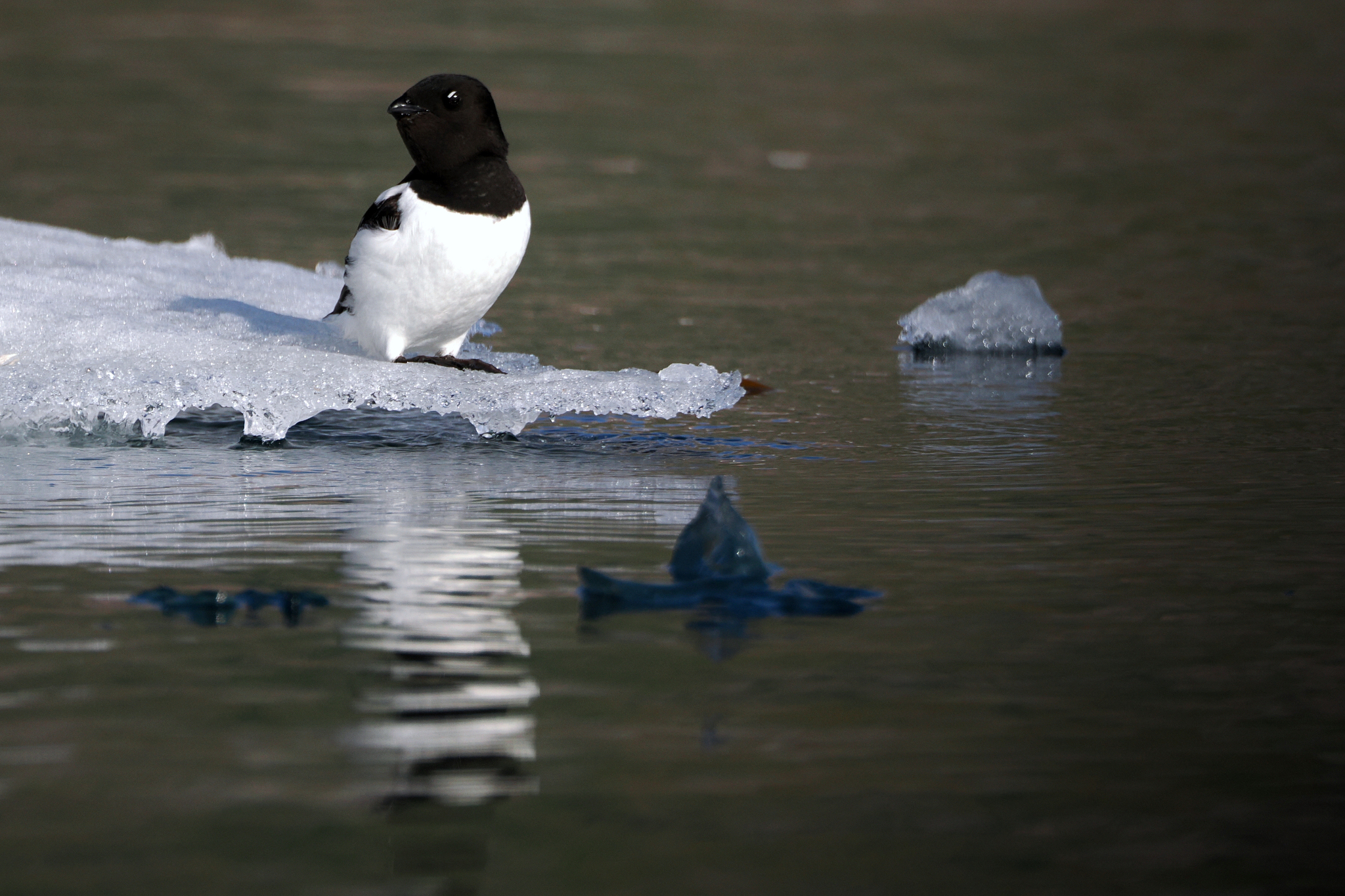
Alkoun malý v Grónsku

Jedná se o jediného představitele alkovitých z Atlantského oceánu, jehož hlavní potravní složku tvoří zooplankton. Analýza stabilních izotopů naznačuje, že v severozápadním Atlantiku v zimě požírá hlavně klanonožce, v létě klanonožce a různonožce. V některých oblastech konzumuje i měkkýše a pelagické druhy ryb. Potravu hledá převážně v oblastech studených mořských proudů, které se vyznačují vysokou úživností. Konkrétní složení potravy závisí hlavně na sezónním období a lokalitě. V některých oblastech (Island, severozápad Grónska) jsou alkouni aktivní na moři v noci, což se přičítá na vrub diurnální vertikální migraci zooplanktonu; v jiných oblastech (Špicberky, Nová země) však zvýšená noční aktivita zaznamenána nebyla.
Na západě Špicberk inkubující alkouni malí sháněli potravu 8–55 km (medián 46 km) od hnízda a během jednoho letu za potravou uletěli 19–239 km (medián 120 km). Doba lovné výpravy se pohybovala mezi 3–20 hodinami a nejvyhledávanější kořistí byl klanonožec Calanus glacialis. Taková daleká doletová vzdálenost za kořistí poukazuje na energeticky efektivní let. V kolonii západogrónského ostrova Appalersalik alkouni dolétávali za kořistí pouze kolem 2,5 km. Hlavní potravní složku tvořili různonožci a klanonožci, 94 % potravy utvářel pouze jediný druh klanonožce Calanus finmarchicus.
Podle studie ze severozápadního Atlantiku se tamější alkouni malí krmili v květnu a červnu téměř výhradně na klanonožcích, v srpnu razantně vzrostl v jejich potravě podíl různonožců. Juvinelní jedinci a samci se společně krmili hlavně na různonožcích rodu Themisto. Po osamostatnění mladí ptáci přibrali do jídelníčku další druhy různonožců (Apherusa glacialis, Onisimus glacialis), vznášivky (Calanoida) i tresky polární (Boreogadus saida).

### Role v arktickém ekosystému

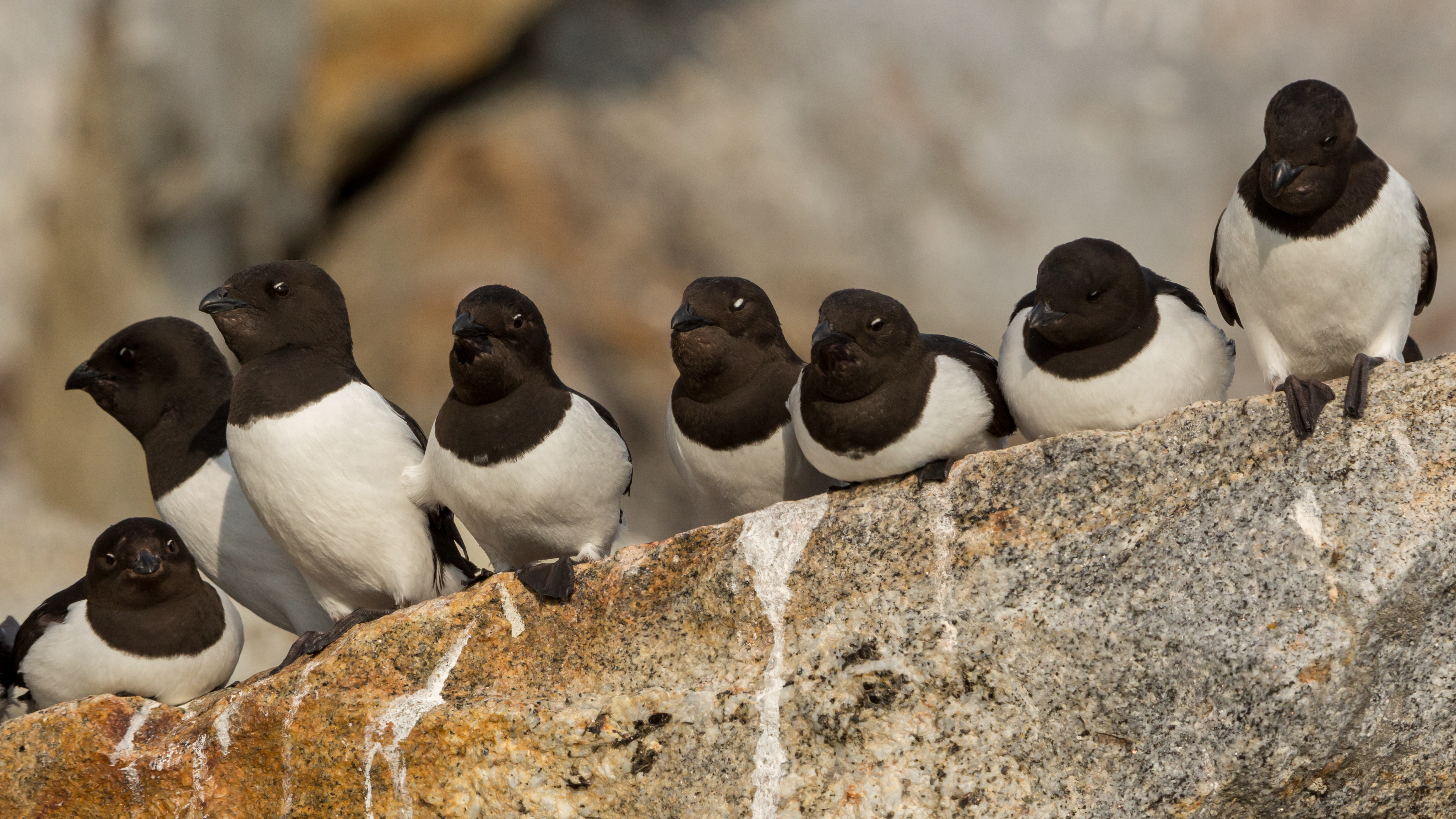
Skupinka alkounů malých na Špicberkách

Alkoun malý je považován za klíčový druh arktických ekosystémů, na které má významný vliv. Ten se projevuje hlavně v přenosu živin z moře na souš – alkouni vyžírají z moře plankton, který ve formě guána přenášejí na arktickou pevninu, na které je vzhledem k drsnému studenému klimatu jen minimální množství živin. Čistě pro představu: 20–40 milionů alkounů malých zimujících u jihozápadního pobřeží Grónska zkonzumuje kolem 3600–7200 tun planktonních klanonožců denně.
V kolonii alkounů malých na špicberském fjordu Hornsund bylo odhadnuto, že alkouni přinášejí 60 tun guána na 1 km² plochy kolonie, kolem 25 tun guána na každý kilometr čtvereční v okolí kolonie a asi 0,6 tun guána na 1 km² tundry nacházející se mezi kolonií a mořem. Takové množství každoročního přísunu živin má dalekosáhlý vliv na místní rostlinná společenstva. Nezřídka může dokonce dojít ke geomorfologickým změnám, kdy dobře zahnojené rostliny rostou v místech, kde by jinak nepřežily, což vede mj. ke stabilizaci skalnatých svahů a břehů. Guáno ve větším množství v pobřežních vodách zase způsobuje nárůst fytoplanktonu, což ovlivňuje pobřežní mořská živočišná a rostlinná společenstva. Z dalších ekologických dopadů lze zmínit poskytnutí potravy predátorům a mrchožroutům ve formě skořápek, vajec, mláďat a mrtvých i živých dospělců. Alkoun malý ovlivňuje i sladkovodní systémy tím, že prostřednictvím trusu zvyšuje kyselost vody místních říček a jezer, což vede k množení některých řas a menší druhové diverzitě. Vodní toky v koloniích alkounů malých v severozápadním Grónsku měly dokonce tak nízké pH, že se v nich nevyskytovaly žádné ryby ani vodní bezobratlí.

## Ohrožení

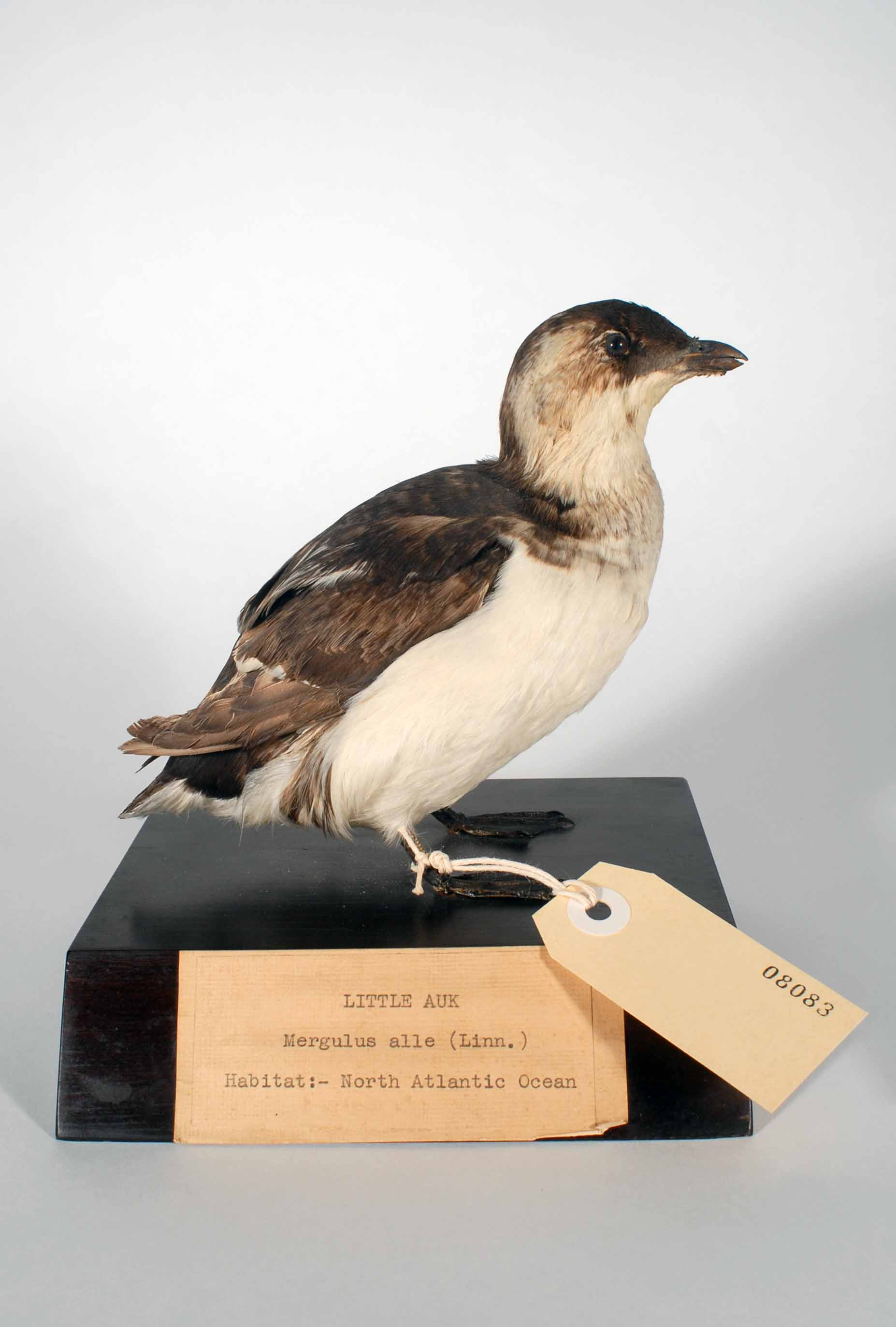
Alkoun malý ve sbírkách Aucklandského muzea

Vzhledem k obrovskému areálu výskytu i nebývale početné populaci je druh hodnocen jako málo dotčený. Mezinárodní svaz ochrany přírody (IUCN) nicméně přiznává, že populace druhu je pravděpodobně na pomalém ústupu. Snad nejvážnější hrozbou druhu je znečištění moře ropou. V oblasti Newfoundlandu, kde je znečištění moře ropou jedno z nejhorších na světě, umírá na následky ropného znečištění desítky tisíc alkounů malých ročně.
Koncem 20. století došlo k vyhynutí hnízdní populace alkounů malých na Islandu, což je dáváno do souvislosti s globálním oteplováním, i když sběr vajec v minulosti do určité míry také přispěl. Globální oteplování bude mít na arktické ekosystémy dalekosáhlý vliv a ovlivní i alkouny malé. Není nicméně jasné, zda se populace bude v důsledku oteplování snižovat či zvyšovat, a dostupné studie se rozcházejí v interpretaci vlivu globálních změn klimatu na alkouny malé. Studie z roku 2014 shledala, že míra přežití dospělců se bude v důsledku globálního oteplování snižovat. Na druhou stranu studie z roku 2012 ukázala, že alkouni malí jsou ve svém jídelníčku značně přizpůsobiví a dobře se adaptují na změny v potravním řetězci, se kterými je globální oteplování spojováno. Podobnou potravní flexibilitu potvrdila i dlouhodobá studie z roku 2019. Tato studie také ukázala, že životní podmínky alkounů malých se v důsledku globálního oteplování dokonce zlepší, avšak pozitivní změny budou víceméně vyváženy znečištěním arktických moří (mj. rtutí), které se bude zvyšovat ruku v ruce s rostoucími teplotami.

## Odkaz v kultuře
Vzhledem k důležitému postavení v arktických ekosystémech (viz výše) se vliv alkounů malých nevyhnutelně podepsal i na místních obyvatelích. Za příklad mohou posloužit lišky polární, které inuitské a dokonce před-inuitské komunity využívaly již nejméně od 8. století. Trh s liščí kožešinou dosáhl v severozápadním Grónsku vrcholného rozkvětu v 1. polovině 20. století a místním komunitám zajistil ekonomickou stabilitu i vývozní artikl, za který mohly získat drahocenné zbraně, pasti, dřevo, tabák, cukr aj. Lišky polární se přitom v oblasti živí takřka výhradně alkouny malými a kdyby nebylo alkounů malých, život místních domorodců by vypadal jinak. Z kůží alkounů malých se vyráběly mj. spodní vrstvy oblečení.
Podle archeologických záznamů dochází v Grónsku k využívání alkounů malých na maso již nejméně po tisíc let. V 90. letech 20. století bylo v Grónsku odloveno kolem 60 000 alkounů malých ročně a s lovem se pokračuje dodnes. V severozápadním Grónsku v thuleské oblasti se z alkounů malých připravuje tradiční inuitská pochoutka kiviak. Desítky až stovky alkounů se i s peřím a zobáky zabalí do tulení kůže, která se zašije, zahrne kameny a nechá se i s obsahem po měsíce vykvasit. V zimních měsících se tato gastronomická lahůdka vyhrabe pojídá během důležitých inuitských slavností.